# Vi tackar Gud - Guds ljus är här
Vi tackar Gud - Guds ljus är här är en psalm vars text är skriven av Shirley Murray och översatt till svenska av Gerd Román och Eva Åkerberg. Musiken är skriven av Joy F Patterson. 

## Publicerad som
- Nr 869 i Psalmer i 2000-talet under rubriken "Jesus Kristus - människors räddning".